# Souleymane Coulibaly
Souleymane Coulibaly (* 26. prosince 1994) je fotbalista a mládežnický reprezentant Pobřeží slonoviny, který hraje na postu útočníka. V současnosti je hráčem klubu Tottenham Hotspur.

## Klubová kariéra
Ve 13 letech emigroval do Itálie za otcem, který si vzal za ženu Italku. Krátce po příjezdu začal hrát ve fotbalové akademii Junior Camp Arezzo v Toskánsku, odkud se dostal do týmu AC Siena a po veleúspěšném představení na MS hráčů do 17 let 2011 do anglického Tottenhamu Hotspur.
Od ledna do června 2013 hostoval ve druholigovém italském celku US Grosseto FC.

## Reprezentační kariéra
Souleymane Coulibaly prošel juniorskou reprezentací Pobřeží slonoviny do 17 let, se kterou se zúčastnil Mistrovství světa hráčů do 17 let 2011 v Mexiku, kde jeho tým vypadl v osmifinále po porážce 2:3 s Francií. Jemu osobně vyšel turnaj náramně, během 4 zápasů nastřílel celkem 9 gólů (z desíti, které skórovalo Pobřeží slonoviny), což nemohlo uniknout renomovaným klubům (po turnaji po něm sáhl Tottenham). V základní skupině F dal jeden gól Austrálii (porážka 1:2), čtyři góly Dánsku (výhra 4:2) a hattrick Brazílii (remíza 3:3). Ve zmíněném osmifinále proti Francii skóroval jednou. Dostal také přezdívku „nový Drogba“ po svém krajanovi Didieru Drogbovi.